# Claader Ottó
Clauder Ottó (Witkowitz, 1907. február 26. – Hamburg, 1985. szeptember 2.) gyógyszerészdoktor, a kémiai tudományok kandidátusa (1952), egyetemi tanár.

## Életpályája
Clauder Ottó a budapesti Pázmány Péter Tudományegyetemen tanult, ahol 1929-ben gyógyszerészi, majd 1931-ben Winkler Lajos intézetében gyógyszerészdoktori diplomát szerzett. Fél évig még az intézetben Szebellédy László mellett, majd gyógyszertárban dolgozott. 1933-ban Schulek Elemér az Országos Közegészségügyi Intézet kémiai osztályára hívta meg. 1937-ben került a Richter Gyógyszerárugyárba, ahol 1939-től főmérnök, 1945 után a növény- és biokémiai laboratóriumok osztályvezetője. 1950-ben egyetemi docens és a Rusznyák-klinika orvoslaboratóriumának irányítója lett. Ez évben az Eötvös Loránd Tudományegyetem Természettudományi Karán magántanárrá habilitálták. 1953-ban a budapesti orvostudományi egyetemen adott elő szerves kémiát. 1957-ben egyetemi tanár az általa létesített Szerves Vegytani Intézetben. 1972-1975 között a Magyar Gyógyszerészeti Társaság elnöke volt. A társaság Gyógyszerkutatási Szakosztályának létrehozója. A szakgyógyszerészképzés úttörője.
Hamburgban érte a halál 78 évesen, 1985. szeptember 2-án.

## Munkássága
Tudományos munkássága a tuberkulosztatikus anyagok, a tirazin-vázas diuretikumok, az izolált alkaloidok, a vinkamin térszerkezete kutatására irányult. Több egyetemi jegyzete és tanulmánya is megjelent.

## Kitüntetései
A SOTE Winkler-, a Kőbányai Gyógyszerárugyár Richter- emlékéremmel tüntette ki. Munkásságát a brüsszeli és a havannai egyetem kitüntetéseivel is elismerték.